# ماريوس نوسال
ماريوس نوسال (بالبولندية: Mariusz Nosal)‏ هو لاعب كرة قدم بولندي في مركز الهجوم، ولد في 13 أكتوبر 1974 في زاموشتش في بولندا. شارك مع منتخب بولندا لكرة القدم. أما مع النوادي، فقد لعب مع غورنيك زابجه.